# 空蝉の森
『空蝉の森』（うつせみのもり）は、2021年2月5日に公開された日本映画。監督は亀井亨、主演は酒井法子で、2012年の女優復帰後、初の映画作品。
2013年に撮影が行われ、当初は2014年公開予定だったが、製作を手掛けたニューウェーブの倒産などといったトラブルの末、7年越しの公開となった経緯がある。

## 興業
完成時点では中国を始めとするアジア圏での公開や海外映画祭への出品を目指していたが、新型コロナウイルス感染拡大の影響で頓挫した。

## キャスト
加賀美結子
演 - 酒井法子
3ヶ月前に失踪し、警察に保護された女性。
昭彦
演 - 斎藤歩
結子の夫。
青柳
演 - 金山一彦
フリージャーナリスト。
正雄
演 - 池田努
結子の弟。
香織
演 - 長澤奈央
昭彦の愛人。
佐藤
演 - 角替和枝
民宿の女将。
山井
演 - 西岡德馬
昭彦の精神カウンセラー。
假屋警部
演 - 柄本明
退職直前の警部。

## スタッフ
- 監督：亀井亨
- 脚本：亀井亨、相原かさね
- 音楽：野中“まさ”雄一
- 主題歌：大黒摩季「OK」（Being）
- 撮影：中尾正人
- 照明：赤津淳一
- 録音：甲斐田哲也
- 美術：山崎輝
- 助監督：島田明美
- 制作担当：青木啓二
- 制作協力：NBI
- 製作：山本風彬、吉井盛治
- プロデューサー：太田裕輝
- アソシエイト・プロデューサー：伊与木敏郎
- 協力：アルミ―ド
- 配給・宣伝：NBI
- 製作：「空蝉の森」製作委員会